# آرثر إي. بريغز
آرثر إي. بريغز (بالإنجليزية: Arthur E. Briggs)‏ هو سياسي أمريكي، ولد في 26 أبريل 1881، وتوفي في 25 يوليو 1969.